# Style (casa discografica)
La Style è stata una casa discografica italiana, attiva negli anni sessanta e settanta.

## Storia
La Style fu creata alla fine del 1961 da Natale Sciascia, già titolare della Phonocolor, della quale ereditò anche la sede. Sciascia comprese la necessità di adeguarsi al cambiamento in corso nel mondo musicale italiano, oramai contaminato dalle sonorità di importazione e dalle nuove forme di canzone prodotte dagli artisti nazionali. Chiudendo la Phonocolor, furono assunte nuove figure professionali, in grado di intercettare le nuove mode e promuovere gli artisti del decennio in arrivo. Al contempo, si decise di  confermare la fiducia data a parte dell'organico; la carica di direttore artistico restò al maestro Gino Mescoli, che ricopriva lo stesso ruolo nella precedente etichetta; quest'ultimo - oltre alla scrittura di canzoni - proseguì nella propria opera di scouting, lanciando personaggi quali John Foster (pseudonimo del giornalista Paolo Occhipinti) attraverso singoli come Amore scusami. Celebri artisti lanciati dall'etichetta furono Franco IV e Franco I e I Romans.
Come la Phonocolor, anche la Style faceva riferimento, per le edizioni musicali, alla Flag di Milano.
Com'era consuetudine per gli anni sessanta, anche la Style decise di creare una serie di etichette satelliti (quali la Big Ben e la Primavera), pensate per cercare di differenziare - agli occhi del pubblico - i diversi prodotti. Cessò l'attività a metà degli anni settanta.
La sede della Style era in via Maffucci 18 a Milano. Oggi la struttura non esiste più, abbattuta per far spazio ad edifici residenziali.

## La Cellograf-Simp
Diverso destino ebbe il gruppo editoriale Cellograf-Simp, proprietario della casa discografica: questo continuò nella propria attività di creazione, produzione e distribuzione di cartonati, plastiche ed altri prodotti essenzialmente pubblicitari per conto di fornitori esterni, arrivando a produrre le carte telefoniche prepagate, e spostò la propria sede a Baranzate Bollate (Milano), in via Monte Spluga nr.58.

## Dischi
La datazione qui riportata si basa sull'etichetta del disco o sulla copertina; qualora nessuno di questi elementi abbia una datazione, è basata sulla numerazione del catalogo; talora è, infine, basata sul codice della matrice di stampa. Se esistenti, sono riportati, oltre all'anno, il mese e il giorno (quest'ultimo dato si trova, a volte, stampato sul vinile).

### 33 giri
| Numero di catalogo | Anno | Interprete           | Titoli                              |
| ------------------ | ---- | -------------------- | ----------------------------------- |
| STLP 401           | 1962 | Gino Mescoli         | Nostalgie                           |
| STLP 8052          | 1962 | John Foster          | I successi di John Foster           |
| STLP 8053          | 1963 | Gino Mescoli         | Ballate S. Remo con Gino Mescoli    |
| STLP 8054          | 1964 | John Foster          | Nel mondo dei giovani               |
| STLP 8055          | 1965 | John Foster          | Cominciamo ad amarci                |
| STLP 8060          | 1966 | Juca Chaves          | Juca Chaves                         |
| STLP 8061          | 1966 | Bad Boys             | Best of the Bad Boys                |
| STLP 8062          | 1967 | Archibald and Tim    | Archibald and Tim                   |
| STLP 8063          | 1968 | Archibald and Tim    | Le migliori canzoni di Sanremo 1968 |
| STLP 8064          | 1968 | Max Raffeng          | N° 3                                |
| STLP 8066          | 1969 | Gino Mescoli         | Vacanze                             |
| STLP 8067          | 1969 | Franco IV e Franco I | Franco IV e Franco I                |
| STLP 8068          | 1970 | Franco IV e Franco I | Franco IV e Franco I                |
| STLP 405           | 1970 | I Romans             | Gente qui gente là                  |
| CT 7165            | 1977 | Cocai                | Piccolo grande vecchio fiume        |

### 45 giri
| Numero di catalogo | Anno             | Interprete                                                                | Titoli                                                               |
| ------------------ | ---------------- | ------------------------------------------------------------------------- | -------------------------------------------------------------------- |
| stms 501           | 1962             | Gino Mescoli                                                              | Gli inesorabili/Il mulino sul fiume                                  |
| stms 502           | 1962             | Gino Mescoli                                                              | Il nostro concerto/Perché non sognar                                 |
| STMS 503           | 1962             | Gino Mescoli                                                              | Arrivederci/Tempo d'estate a Venezia                                 |
| STMS 504           | 1962             | Gino Mescoli                                                              | Donna di lamé/Bambina mia                                            |
| STMS 505           | 1962             | Vanna Scotti                                                              | Stanotte no!/Io la penso così                                        |
| STMS 506           | 1962             | Lucia Altieri                                                             | O giuro/N'atu poco                                                   |
| STMS 507           | 1962             | Lucia Altieri                                                             | Due (per giocare all'amore)/Sailor (la tua casa è il mare)           |
| STMS 508           | 1962             | Leda Levi                                                                 | L'amore è un gioco/Questo magnifico mistero                          |
| stms 509           | 1962             | Vanna Scotti                                                              | Donna di lamè/Birilli                                                |
| STMS 510           | 22 maggio 1962   | Gino Mescoli                                                              | Senti la sveglia/Walking                                             |
| STMS 511           | 1962             | Pino Guerra                                                               | Guitar twist/Plin plin                                               |
| STMS 512           | 1962             | Vanna Scotti                                                              | Bottoni/Dondo dondolando                                             |
| STMS 513           | 1962             | John Foster                                                               | Mia cara Josephine/Tradizionale                                      |
| STMS 514           | 1962             | Roberto Chevalier e Lucia Altieri (sul lato A)/Lucia Altieri (sul lato B) | Omettino/Senti la sveglia                                            |
| STMS 515           | 1962             | John Foster                                                               | Josephine/Stuck On You                                               |
| STMS 516           | 1962             | Lucia Altieri                                                             | Fermate/Tu staje sempe cu me...                                      |
| STMS 519           | 1962             | Gino Mescoli                                                              | Adios muchachos/A media luz                                          |
| STMS 521           | 1962             | John Foster                                                               | Speedy Gonzales/Il mondo dei giovani                                 |
| STMS 524           | 1962             | John Foster                                                               | Non finirò d'amarti/Dove vai Jack?                                   |
| STMS 525           | 1962             | Pino Guerra                                                               | Twist in cantina/Johnny Orso                                         |
| STMS 526           | 1962             | Lucia Altieri                                                             | Tormento/Piccolo mondo                                               |
| STMS 527           | 1962             | Lucia Altieri                                                             | A baselga di Pine'/Notturno alpino                                   |
| STMS 530           | 1962             | Vanna Scotti                                                              | Ah!Ah!La luna/Fu così                                                |
| STMS 532           | 1962             | Lucia Altieri                                                             | Le rose sono rosse/Ay que calor!                                     |
| STMS 533           | 1962             | John Foster e Vanna Scotti                                                | Original madison/A Dubliu                                            |
| STMS 534           | 1962             | Nella Bellero                                                             | Tango Bolero/Portami tante rose                                      |
| STMS 535           | 1962             | Gino Mescoli                                                              | Madison blues/L'amore è un gioco                                     |
| STMS 538           | 1962             | Vanna Scotti                                                              | Saint Vincent's Blues/Un po' di jazz                                 |
| STMS 539           | 1962             | John Foster                                                               | Why Won't You Listen/Whisky notte                                    |
| STMS 541           | 30 novembre 1962 | Vanna Scotti                                                              | Ghirigori/Io la penso così                                           |
| STMS 543           | 1963             | Carlo Dapporto                                                            | Un tata-tata-tango/Dolce Fanny                                       |
| STMS 544           | 1963             | Vanna Scotti                                                              | Giovane giovane/Perché perché                                        |
| STMS 545           | 1963             | Nella Bellero                                                             | Occhi neri e cielo blu/Se passerai di qui                            |
| STMS 546           | 1963             | Mario Nalin                                                               | Un cappotto rivoltato/Non costa niente                               |
| STMS 547           | 1963             | Lucia Altieri                                                             | Amor mon amour my love/Ricorda                                       |
| STMS 548           | 1963             | John Foster                                                               | La ballata del pedone/Uno per tutte                                  |
| STMS 551           | 1963             | John Foster                                                               | Sermonette/Why Won't You Listen                                      |
| STMS 552           | 1963             | John Foster                                                               | L'accendino/Buona notte amore                                        |
| STMS 553           | 1963             | Vanna Scotti                                                              | Prendi la tua roba/In casa mia                                       |
| STMS 557           | 1963             | Spero & i Crazy Rock Boys                                                 | Baby Bird/Gregorio il barba                                          |
| STMS 558           | 1963             | Lucia Altieri                                                             | Io e la mia ombra/T'ho voluto bene                                   |
| STMS 559           | 1963             | Jan Langosz e il suo Complesso                                            | Gregorio il barba/Circus twist                                       |
| STMS 560           | 1963             | Nandino e i suoi Hermanos                                                 | Senorita/Cara Carolina                                               |
| STMS 563           | 1963             | Jan Langosz                                                               | Hungarian twist/Je suis seul ce soi                                  |
| STMS 564           | 1963             | John Foster                                                               | Eri un'abitudine/ La marcia dell'amore                               |
| STMS 566           | 30 maggio 1963   | Nella Bellero                                                             | Mi lascerò baciare/I tuoi capricci                                   |
| STMS 567           | 1963             | Peter Polo                                                                | La fotografia/Dicono                                                 |
| STMS 568           | 19 giugno 1963   | Gino Mescoli                                                              | Europa melody/Madlen bon bon                                         |
| STMS 569           | 1963             | Romano Villi                                                              | Un cow-boy sulla spiaggia/Carovana di muli                           |
| STMS 570           | 1963             | John Foster                                                               | Solo me ne vo per la città/Josephine                                 |
| STMS 574           | 1964             | John Foster                                                               | Se tu vuoi/Ju bi ju                                                  |
| STMS 576           | 1964             | Vanna Scotti                                                              | Che tipo sei?/Ma una sera...                                         |
| STMS 577           | 1964             | Gigi Pay                                                                  | Se saprai.../Vuoi guidare sempre tu                                  |
| STMS 579           | 1964             | Franco De Marchis                                                         | Cosa farò/Gocce di pioggia                                           |
| STMS 580           | 1964             | Gil Vetri                                                                 | Non piangerò/Raggiungimi al mare                                     |
| STMS 581           | 1964             | I Mimmo's                                                                 | Ti raccomando/Dimmi t'amo                                            |
| STMS 582           | 1964             | Franco De Marchis                                                         | Arriverà il momento/Il nome tuo                                      |
| STMS 584           | 1964             | John Foster                                                               | Ed ora insegnami/Relax                                               |
| STMS 585           | 1964             | Nella Bellero                                                             | Smettila/Va...tu sei libero                                          |
| STMS 586           | 1964             | Gil Vetri                                                                 | Dimmi cos'hai stasera/Non farla piangere                             |
| STMS 587           | 1964             | Vanna Scotti                                                              | Mandala via/Vado a spasso...ma non voglio lei/Quando sei con lei     |
| STMS 588           | 1964             | John Foster                                                               | Amore scusami/Dedicato a Paola                                       |
| STMS 589           | 1964             | Juca Chaves                                                               | Piccola marcia per un grande amore/Pavana per la contessa Alessandra |
| STMS 590           | 1964             | Gigi Pay                                                                  | L'uovo fresco/Testa o croce                                          |
| STMS 591           | 1964             | Vittorio Bellani                                                          | Ho visto pregare il mio amore/Senza una parola                       |
| stms 595           | 1964             | Laura Brissa                                                              | Stammi a sentire/M'innamoro di te                                    |
| stms 599           | 1965             | I Mimmo's                                                                 | Non credo più/Bistecche e spinaci                                    |
| stms 603           | 1965             | Nella Bellero                                                             | I giorni miei/Gli angeli sul ponte                                   |
| stms 604           | 1965             | John Foster                                                               | Cominciamo ad amarci/Arrivederci, amore mio                          |
| stms 605           | 1965             | Vanna Scotti                                                              | Goldfinger/Gli amici di ieri                                         |
| stms 606           | 1965             | John Foster                                                               | È solo un giorno/A gonfie vele                                       |
| stms 607           | 1965             | Nella Bellero                                                             | Stasera partirò/Ma se ti dico che ti amo                             |
| stms 608           | 1965             | John Foster                                                               | È solo un giorno/A gonfie vele                                       |
| STMS 610           | 1965             | Juca Chaves                                                               | Per chi sogna Annamaria?/O naso mio!                                 |
| stms 611           | 1965             | Leo Sardo                                                                 | Meriterò il tuo amore/Guerra alla noia                               |
| stms 613           | 1965             | Nella Bellero                                                             | La finta tonta/Gli angeli sul ponte                                  |
| stms 614           | 1965             | Sandra Mondaini                                                           | Come una trottola/Gira...rigira                                      |
| stms 616           | 1965             | Gigi Pay                                                                  | Puoi tornare da me/Non sai fingere                                   |
| stms 619           | 1965             | Robert Giamba                                                             | Mentre te ne vai/Quando tu capirai                                   |
| stms 621           | 1965             | Rosalind Robinson                                                         | Sei il mio male/Non è vero...                                        |
| stms 622           | 1965             | Leo Sardo                                                                 | Tale e quale/Nel regno dell'amore                                    |
| stms 624           | 1965             | John Foster                                                               | Al primo quarto di luna/Solo tu                                      |
| stms 625           | 1965             | Nella Bellero                                                             | Pappa molla/Il nostro momento                                        |
| STMS 626           | 1965             | Juca Chaves                                                               | Vieni con me a Rio/Il vs. aff.mo Juca                                |
| stms 627           | 1966             | John Foster                                                               | Se questo ballo non finisse mai/È troppo facile                      |
| stms 628           | 1966             | Archibald and Tim                                                         | Se questo ballo non finisse mai/Nessuno mi può giudicare             |
| stms 629           | 1966             | Pat Capogrossi                                                            | Mai mai nessuno mai/La tua ombra                                     |
| stms 630           | 1966             | Leo Sardo                                                                 | Questa sera come sempre/La sincerità                                 |
| stms 631           | 1966             | Leo Sardo                                                                 | Panna, cioccolato e fragola/Ho trovato l'amore                       |
| stms 632           | 1966             | John Foster                                                               | Non cercarmi più/Ciao, mare                                          |
| stms 633           | 1966             | Bad Boys                                                                  | Gol/She's a breakway                                                 |
| stms 634           | 1966             | Bad Boys                                                                  | Balliamo il jerk/Finché ti incontrerò                                |
| stms 635           | 1966             | Bad Boys                                                                  | Kicks/She's a breakway                                               |
| stms 636           | 1966             | Gilla                                                                     | Un giorno tornerai/Domani                                            |
| stms 637           | 1966             | John Foster                                                               | Lui no/È troppo facile                                               |
| stms 639           | 1966             | Gilla                                                                     | Il mio amore è un capellone/Cercherai di me                          |
| STMS 642           | 1966             | Juca Chaves                                                               | Rosamor/Menina                                                       |
| stms 643           | 1966             | Bad Boys                                                                  | Il mio amore è un capellone/Runnin' and hidin'                       |
| stms 644           | 1966             | Leo Sardo                                                                 | Ormai/Siamo noi il mondo                                             |
| stms 646           | 1966             | Manila Sebastiani                                                         | Se ho il mio ragazzo accanto/Parentesi                               |
| STMS 648           | 1967             | Bad Boys                                                                  | Shaly n° 1/Quel ragazzo triste sono io                               |
| STMS 650           | 1967             | Pat Capogrossi                                                            | Un amico come te/Non cercarmi più                                    |
| STMS 655           | 1967             | Leo Sardo                                                                 | La mia terra/Siamo noi il mondo                                      |
| stms 656           | 1967             | Gilla                                                                     | A braccia aperte/Vita libera                                         |
| stms 658           | 1967             | Bad Boys                                                                  | Cerco la verità/Che vita è la mia                                    |
| stms 659           | 1967             | Manila Sebastiani                                                         | Vero amore/Una cosa tua                                              |
| stms 663           | 1967             | Manila Sebastiani                                                         | Abbiamo tanto tempo/Di tanto in tanto                                |
| stms 664           | 1967             | Leo Sardo                                                                 | Il re della speranza/Groovin'                                        |
| stms 666           | 1967             | Franco IV e Franco I                                                      | Una storia vera/La quinta                                            |
| STMS 669           | 1967             | Franco IV e Franco I                                                      | Odio me/Viry                                                         |
| STMS 670           | 1967             | Nino Tristano                                                             | Canzone n° 3/Canzone n° 4                                            |
| STMS 672           | 1967             | Pat Capogrossi                                                            | My Crazy Drum/Metti un fiore tra i capelli                           |
| STMS 674           | 1968             | Franco IV e Franco I                                                      | Ho scritto t'amo sulla sabbia/Silvia                                 |
| STMS 676           | 1968             | Thomas                                                                    | Vacanze/Perché non sognare                                           |
| STMS 677           | 1968             | Manila Sebastiani                                                         | Quando la simpatia diventa amore/Mai ti pregherò                     |
| STMS 681           | 1968             | Thomas                                                                    | Sorridimi/Dimmi perché                                               |
| STMS 682           | 1968             | Franco IV e Franco I                                                      | Io vado via/Senza una lira in tasca                                  |
| STMS 683           | 1968             | Alberto                                                                   | Ti nomino vicemamma/Io and Isabel                                    |
| STMS 685           | 1967             | Pat Capogrossi                                                            | Sarabanda/Se adesso te ne vai                                        |
| STMS 686           | 1968             | Riccardo Bordoni                                                          | Ma se vuoi, resta qui con me/Amore credimi                           |
| stms 687           | 1968             | Franco IV e Franco I                                                      | Gloria in excelsis deo/7 ottobre                                     |
| stms 688           | 1968             | I Longobardi                                                              | Ora che nasce l'amore in te/Mary Anne                                |
| STMS 690           | 1969             | Franco IV e Franco I                                                      | Sole/Due parole d'amore                                              |
| STMS 691           | 1969             | Emy Cesaroni                                                              | 10 luglio, Lunedì/Fumo nero                                          |
| STMS 693           | 1969             | Thomas                                                                    | Mare/La vita per intero                                              |
| STMS 699           | 1969             | Lionello                                                                  | Gelosia/La notte finirà                                              |
| stms 700           | 1969             | Franco IV e Franco I                                                      | Se ogni sera prima di dormire/Sei di un altro                        |
| stms 705           | 1969             | Emy Cesaroni                                                              | Scendo giù/Uragano                                                   |
| stms 706           | 1969             | I Longobardi                                                              | La settima ora/L'ultimo momento                                      |
| STMS 707           | 1969             | Thomas                                                                    | Françoise/Tanto, tanto, tanto                                        |
| stms 708           | 1970             | Franco IV e Franco I                                                      | Oggi è nato il Redentor/Sei di un altro                              |
| stms 709           | 1970             | Emy Cesaroni                                                              | Sette giorni/Ragazzo di pietra                                       |
| stms 711           | 1970             | Franco IV e Franco I                                                      | La zia/Che ti dirà mai                                               |
| STMS 712           | 1970             | Lionello                                                                  | Il tà tà tà/Fino a quando?                                           |
| STMS 715           | 1970             | Franco IV e Franco I                                                      | Tu bambina mia/La mia ragazza                                        |
| STMS 717           | 1970             | James                                                                     | Soli non si può amare/Giardini della primavera                       |
| STMS 719           | 1970             | Emy Cesaroni                                                              | Gira gira bambolina/Dolce                                            |
| STMS 720           | 1970             | Lionello                                                                  | Primi giorni di settembre/A questo mondo esisto anch'io              |
| STMS 722           | 1970             | Franco IV e Franco I                                                      | Appuntamento ore 9/Ieri a quest'ora                                  |
| STMS 729           | 1970             | Andrea Medaglia                                                           | Il tuo sguardo sul viso/Marilù                                       |
| STMS 730           | 1970             | Ed Mondo e i Pianeti                                                      | Sono chiusi gli occhi tuoi?/Il canto dell'anima                      |
| STMS 732           | 1970             | Riccardo Bordoni                                                          | Acqua di fuoco/Le mie 4 di notte                                     |
| STMS 733           | 1970             | I Romans                                                                  | Nel fondo di un bicchiere/Lollypop                                   |
| STMS 734           | 1970             | I Romans                                                                  | Ore 20,40/Le scarpe mi portano da te                                 |
| stms 735           | 1970             | I Romans                                                                  | Apri gli occhi/6/2023                                                |
| stms 737           | 1970             | I Romans                                                                  | Gente qui gente là/L'ora giusta                                      |
| stms 738           | 1970             | I Romans                                                                  | Io, la primavera e tu/Te ne vai                                      |
| stms 741           | 1971             | I Romans                                                                  | Sole sole mare mare/Gente qui gente là                               |
| STMS 742           | 1971             | James                                                                     | Sei come un girasole/Blu più blu                                     |
| stms 743           | 1971             | Lionello (cantante)                                                       | Quinta stagione/Ti mando un fiore, ti mando il cuore                 |